# Marzio Dall'Acqua
Marzio Dall'Acqua (Suzzara, 27 giugno 1944) è uno storico dell'arte, archivista, giornalista e saggista italiano.

## Biografia
Dirigente del Ministero per i Beni e le Attività Culturali dal 1990, dal 1991 al 2009 è stato direttore dell’Archivio di Stato di Parma e Soprintendente Archivistico per l’Emilia-Romagna. Dal 1972 è iscritto come giornalista pubblicista all’Ordine regionale dei giornalisti dell’Emilia-Romagna e Marche.
È stato presidente dell’Accademia di Belle Arti di Parma dal 2004 al 2013, e presidente della Casa Editrice MUP (Monte Università Parma) dal 2015 al 2021. Nel biennio 2009-2010 ha insegnato Archivistica Speciale all’Università di Bologna. E’ redattore della rivista Aurea Parma.
Come presidente dell'Accademia di Belle Arti ha realizzato molteplici iniziative. Tra le più significative, il rinnovo della sede nel 2007 con la sua messa in sicurezza e con una rinnovata sistemazione museale delle collezioni, grazie alla collaborazione degli accademici Giovanni Godi e Vincenzo Vernizzi; il catalogo della collezioni di dipinti e sculture pubblicato, con Lucia Fornari Schianchi, nel volume "Galleria delle Arti dell'Accademia di Belle Arti di Parma. Parma 1752 - 2007", (MUP editore, Parma 2007); la schedatura scientifica della collezione di dipinti e disegni della "Scuola del Nudo" (1758-1863) e l'inventario sommario dell'archivio dell'Accademia (1752-2013). Nel 2008 ha collaborato all'organizzazione della mostra su Goya a Saragozza.
Nel 2010, in collaborazione con il Comune di Parma, ha avviato il ripristino del Premio "Rizzardi Polini" per l'architettura di qualità. Durante la sua presidenza l'Accademia ha arricchito le sue collezioni con acquisizioni e donazioni di 23 pezzi, tra cui opere di Gaetano Callani, Tommaso Bandini, Francesco Scaramuzza, Giovanni Gaibazzi, Atanasio Soldati, Luigi Froni, Martino Jasoni, Latino Barilli, Mino Lusignoli, Amerigo Gabba e Claudio Spattini. Nel 2013 ha redatto il catalogo a stampa “Galleria delle Arti dell’Accademia di Parma, Addenda 2007-2013, Acquisti e Donazioni”.
È considerato il maggior esperto dell’opera di Antonio Ligabue, sul quale ha scritto diverse monografie, dal 1975 fino ad una recente per Castelvecchi (Roma, 2015), e ha curato la seconda edizione con Augusto Agosta Tota del catalogo generale “Ligabue, pitture, sculture, disegni e grafica”, in tre volumi, nel 2020. Ha realizzato mostre dell’artista in Italia e all’estero: ultime quelle presso la Galleria Tretyakov di Mosca del 2018, di Parma (Palazzo Tarasconi 2019/20, con Michele Vitaloni) e di Ferrara (2019/20, Palazzo dei Diamanti). Ha presentato numerose esposizioni di Ligabue in Italia e all'estero dal 1975, in particolare la grande antologica al Kunsthaus di Zurigo e, per le celebrazioni del centenario della nascita, al Palazzo Reale di Milano (2008), a quella del settembre 2009 nell’ambito del Festival del Cinema di Roma, con catalogo distribuito in edicola dal gruppo Repubblica-L’Espresso. Ha collaborato all’opera di Salvatore Nocita Antonio Ligabue: fiction e realtà, promossa da Rai Trade e presentata in quell’occasione.
Nel 2010 ha presentato "Ruggito: Antonio Ligabue e la lotta per la vita" a Palazzo Pitti a Firenze, negli spazi della Galleria d'Arte Moderna, e dal 12 marzo al 26 giugno 2011 alla Fondazione Magnani Rocca di Mamiano. Con Vittorio Sgarbi ha presentato una recente antologica a Mosca “Antonio Ligabue: lo specchio dell’anima”, dal 25 gennaio 2018 per tre mesi. La sua ultima monografia sull’artista: “Ligabue”, è stata edita a Roma, nel 2015, da Castelvecchi, mentre è alle stampe un volume in tre tomi con il Catalogo generale dell’opera di Ligabue, dipinti, sculture, grafica e incisioni. Dal 1983 è direttore del Comitato Scientifico della Fondazione Antonio Ligabue.
Nel 1978 ha inaugurato la collana "Museum" di Franco Maria Ricci, l'editore con il quale ha pubblicato con maggiore continuità nel tempo, con una monografia su Ligabue. Tra i volumi pubblicati da Franco Maria Ricci i saggi dedicati al Teatro Farnese, al Parmigianino, la ricerca iconografica per "Parma e la Francia", i volumi su Pietro Ghizzardi, Lorenzo Bartolini, Fontanellato, le dinastie ducali mediopadane, Giulia Farnese, gli affreschi di Carbognano, il Monastero di San Paolo di Parma, Vespasiano Gonzaga, fino alle più recenti monografie su Sala Baganza (1999), Ferrara (2002) e Parma (2002), tutte nella collana "Grand Tour". Il testo su Ligabue è stato ripreso nell'edizione di Franco Maria Ricci, con scritti di Cesare Zavattini e De Micheli per l'edizione francese del 1981. Per lo stesso editore nel 1998 ha diretto l’Enciclopedia di Parma, coordinando 75 collaboratori.
Con l'Associazione Liberi Incisori (ALI) di Bologna, da lui fondata con Marco Fiori nell’aprile 2009, ha pubblicato fino ad ora, tra Annuari, “quaderni dell’ALI” e cataloghi di mostre, 28 volumi. L'associazione raccoglie artisti professionisti di tutta Italia ed ha organizzato mostre, cataloghi e pubblicazioni in luoghi pubblici prestigiosi, tra cui una per il decennale (2019) al Museo Civico di Faenza.
Nel 2015 ha organizzato la mostra dell’accademico Giovanni Voltini (1875-1964) con il catalogo “Radici: il pittore, il cittadino di Roccabianca” e nel 2018 la mostra “Giovanni Voltini scenografo” recuperando il passato dell’artista in Argentina. Come presidente di MUP (Monte Università Parma editore), carica conferitagli nell'aprile 2015, ha promosso la pubblicazione del primo dei Quaderni del Liceo artistico Paolo Toschi, pubblicando il volume “Accademici al Toschi. La collezione dei dipinti ottocenteschi” (con Rosella Cattani, Isabella Leoni e Francesca De Vita), a cui è seguita una collana ancora in atto.
Si è interessato di fotografia, sia sotto l’aspetto storico che presentando diversi maestri creativi, per citarne alcuni Mario Giacomelli, Giovanni Amoretti, Libero Tosi e Vasco Ascolini, di cui ha presentato "Versailles" con Jean Pierre Babelon, (Reggio Emilia, 1996). Con Vasco Ascolini ha curato la mostra ed il catalogo "Sulla fotografia e il genius loci: caratteri del luogo" (Gualtieri, Palazzo Bentivoglio, 15 settembre-13 ottobre 2002).
Di Mauro Davoli ha presentato a Colorno nelle sale del Palazzo Ducale la mostra dedicata alle nature morte nel 2009, insieme a Giorgio Soavi, con il titolo Theatrum naturae Ha presentato la mostra di Cesare Di Liborio a Montechiarugolo nel 2000 ed il catalogo con il titolo Verde que te quiero verde: fotografie di Cesare Di Liborio, (Reggio Emilia, Grafitalia).
Ha scoperto Mauro Buzzi, del quale ha fatto conoscere le prime opere in un'esposizione alla Galleria Centro Steccata di Parma che fu anche editrice de "La pantofola di Cenerentola", saggio del 1978, e che egli segue costantemente fino alla personale di Tours, Francia (2006).  Con Buzzi e con L'Insieme Culturale L'Albero ha organizzato per oltre un decennio mostre a Collecchio e Gualtieri, nelle quali fotografi erano mescolati con pittori e scultori, documentando il tutto con ricchi cataloghi. Nel 2002 ha curato una sua antologica a Parma, nella chiesa di San Ludovico, intitolata: "Mauro Buzzi: specchi, riflessioni, memorie – venticinque anni di ricerca visiva (Parma, Galleria San Ludovico, 19 ottobre-17 novembre 2002), agganciata dal volume: "I sogni dell'occhio: antologica di Mauro Buzzi, 1977-2002": un catalogo completo della fortuna critica dell'artista dall'inizio fino a quegli anni.
Con i fotografi Giancarlo Bertuzzi, Nicoletta Perazzoli, Renato Marchionni, nel 1999, per la Silva editore di Parma, ha pubblicato il libro "Terre di Po, itinerario fotografico attraverso le province di Piacenza, Cremona, Mantova, Reggio Emilia e Parma". Su fotografie padane anche, con Massimo Mussini, "Gualtieri: scoprire con gli occhi i luoghi, la gente, le vicende, i lavori, il fiume : ... omaggio a Lentini", fotografo locale poeta del Grande Fiume, 2004. Sulla fotografia storica il volume catalogo di mostra dedicato nel 2000 a "Roma: Stato e Chiesa cento anni di fotografia (1850-1950) della collezione Romano Rosati", catalogo della mostra. Ricordiamo anche la esposizione su "L'iconografia della rivoluzione Giuseppe Garibaldi nella raccolta di Romano Rosati", mostra storico documentaria nell'Archivio di Stato di Parma, del 2007.
Sul Parmigianino ha pubblicato molti documenti inediti nella monografia sulla Basilica di Santa Maria della Steccata del 1982, edita dalla Cassa di Risparmio di Parma e nel catalogo della mostra tenuta presso l’Archivio di Stato di Parma, "Correggio e il suo tempo" del 1984. Ha pubblicato un saggio sul volume degli atti sul Parmigianino e il Manierismo Europeo, convegno tenuto a Parma nel 2002, e ha collaborato al catalogo edito da Silvana per la mostra omonima sia di Parma che di Vienna (2003) e ha redatto le fonti ed i regesti documentari per la monografia di Vittorio Sgarbi sull’artista (Rizzoli, 2003), ed una biografia con documenti inediti nel volume di Emilio Mistrali  “Parmigianino incisore” (2003).
Ha scritto "Il sogno del Correggio tra il quotidiano del borgo natio e le raffinate invenzioni parmigiane" per il catalogo della mostra dedicata al Correggio (Parma, Galleria Nazionale, 20 settembre 2008 – 25 gennaio 2009, edizioni Skira) e le relative schede. Nel 2008 ha pubblicato una monografia sui Farnese per le Grafiche Step di Parma, distribuito nelle edicole dalla Gazzetta di Parma.
Per la Regione Emilia-Romagna, nel maggio 2019 ha realizzato la monografia “Emilia Romagna in maschera”. Con il Centro di Coordinamento delle Maschere Italiane ha avviato un progetto per fare delle maschere italiane un patrimonio immateriale dell'Umanità, con il riconoscimento UNESCO.
Nel settembre 2019, con l’artista Stefano Devoti, ha organizzato nel Labirinto della Masone di Fontanellato una manifestazione internazionale di 15 artisti (coreani, sudafricani, mongoli, romeni, italiani, ecc.) che hanno creato opere con il bambù, un progetto che ha contemplato un loro giro creativo dell’Italia fino a Roma.
Nel 2021 ha collaborato al “World Humor Award”, concorso internazionale dedicato alla grafica sull’umorismo, giunto alla sesta edizione, curandone il catalogo pubblicato dalla Regione Emilia Romagna.
Nell'ambito dell'evento "Parma Capitale italiana della cultura", dal 17 settembre 2021 al 16 gennaio 2022 ha curato la mostra Banksy. Building Castles in the Sky al Palazzo Tarasconi in via Farini, presentata da Vittorio Sgarbi, con oltre 42.000 visitatori.

## Pubblicazioni
- La pantofola di Cenerentola, ovvero l'oggetto del desiderio (con Mauro Buzzi), Edizione Privata Parma, 1977
- Terza Pagina. Dalla Gazzetta di Parma dal 1735 al 1946, Artegrafica Silva, Parma, 1978
- Parma 1911: il diavolo a corte, Giorgio Tacchini Editore, Vercelli, 1978
- Ligabue, ed. Franco Maria Ricci, Parma 1979
- Arte e mestiere del burattinaio (con Isabella Quattromini), Ed. "Una città costruisce una mostra", Colorno, 1980[5]
- Mostra antologica di Antonio Ligabue 1899-1965, Augusto Agosta Tota Editore, Parma, 1984[6]
- Il Monastero di San Paolo, ed. Cassa di Risparmio di Parma, 1989
- Viterbo delle delizie. La Camera delle Belle castellane, cortigiane, dominatrici (con Valerio Riva e Mariella Perucca), ediz. in italiano ed inglese, Franco Maria Ricci, 1989
- Luigi Froni Scultore (1901-1965), Comune di Sorbolo, 1989[7]
- Il corpo degli oggetti - Dipinti di Afro Daolio, Augusto Agosta Tota Editore, Parma, 1990
- Antonio Donati. Facce, Edizioni Bottazzi, 1990
- Lo spettacolo e la meraviglia; il Teatro Farnese di Parma e la festa barocca, ed. Nuova ERI, Torino 1992
- Bianco e nero – Il Po civiltà, natura, gastronomia ambiente, Casa Editrice Maccari, Parma, 1993
- Oltre i confini delle nebbie. Tre generazioni di tre provincie a confronto, ed. Tipo Lito E. Lui, 1994
- Luigi Froni Scultore (1901-1965). Ritratti dell'esistenza, ed. Cassa di Risparmio di Parma, 1995
- Arti Naives. Collezione delle opere del Museo Nazionale delle Arti Naives “Cesare Zavattini”, Artioli, Modena, 1996
- Ugo Guidi 1912-1977, ed. Network Computer House, 1997
- Sala Baganza (con Giuseppe Cirillo), Franco Maria Ricci, 1998
- Verde que te quiero verde: fotografie di Cesare Di Liborio, Grafitalia, Reggio Emilia, 2000
- W Verdi: il mito verdiano (catalogo della mostra a Palazzo Pigorini), Grafiche STEP, Parma, 2001
- I sogni dell'occhio. Antologica di Mauro Buzzi 1977-2002, Tipografia Centro Grafico, Parma 2002[8]
- Parma (con Gianni Guadalupi), vol. 28 della collana Grand Tour, Franco Maria Ricci, 2002
- Ferrara (con Vittorio Sgarbi), vol. 29 della collana Grand Tour, Franco Maria Ricci, 2002
- Ducati di Emilia Signorie di Romagna, Touring Club Italiano, 2002
- Ducati di Emilia – Signorie di Romagna (pref. di Andrea Emiliani), Touring Club Italiano, 2003
- Gualtieri. Scoprire con gli occhi i luoghi, la gente, le vicende, i lavori, il fiume (con Mauro Buzzi), Ed. L'Albero, Parma, 2003
- Montechiarugolo terra di frontiera. Dimore e monumenti pubblici, Bertani Grafica, 2003[9]
- Carlo Mattioli. Catalogo generale dei dipinti (con Vittorio Sgarbi), Franco Maria Ricci, Parma, 2016
- Correggio e le sue cupole (con Lucia Fornari Schianchi e Anna M. Anversa),
- I Farnese, Grafiche STEP, Parma 2008
- Annunziata Scipione artista naif, ed. Ricerche&Redazioni, 2008
- Vasco Montecchi. Sculture per la pace (con Mauro Carrera), Regione Emilia Romagna, 2009
- Solchi seminati d'inchiostro (con Marco Fiori), Associazione Liberi Incisori, Bologna, 2009
- Il sogno del Correggio tra il quotidiano del borgo natio e le raffinate invenzioni parmigiane, ed. Skira, 2009[10]
- Claudio Cesari. Opere 1962-2010, Comune di Parma, 2010[11]
- Mino Lusignoli – Cromatismi, Litografia Reverberi, Parma, 2012[12]
- Aristide Barilli. L'intimità dipinta, TLC Editrice, 2012
- Antonio Ligabue. Ediz. a colori, ed. Castelvecchi, Roma, 2015
- Parma: un ducato al centro della politica internazionale, Monte Università Parma, 2017
- Giovanni Voltini scenografo (1875-1964),  Monte Università Parma, 2018[13]
- Emilia Romagna in maschera – Il registro del maschere italiane, Regione Emilia Romagna, 2019
- Storia di Parma. Il Novecento. Economia e società, Monte Università Parma, 2019
- Parma. Ediz. a colori (con Gianni Guadalupi), Franco Maria Ricci, Parma, 2020
- Antonio Ligabue. Una vita d'artista (con Vittorio Sgarbi), Fondazione Ferrara Arte, 2020
- Fontanellato. Rocca Sanvitale. Ediz. illustrata (con Gianni Guadalupi), Franco Maria Ricci, Parma, 2020
- Introduzione a Paolo Graziani: Il declino dell'arte sacra nel nostro tempo, Apice Libri, Sesto Fiorentino, 2020
- Sergio Brizzolesi scultore. Lottare anima contro anima, edizioni Tip.Le.Co., Piacenza, 2020
- Vincenzo Vernizzi: precari equilibri, TLC, Colorno, 2021[14]
- Labirinto dal carcere al piacere (con Marco Fiori), ALI edizioni, Bologna, 2021
- Famiglia Carmignani; ritratti, disegni, fotografie, ricordi di vita, TLC Editore, Colorno, 2022[15]
- Street art a Parma, muri che gridano, Augusto Agosta Tota Editore, Parma, 2022